# Птахемхат II Ті
Птахемхат II Ті (*XIV ст. до н. е.) — давньоєгипетський державний діяч XVIII династії, верховний жрець Птаха у Мемфісі за володарювання фараонів Тутанхамона, Ая та Хоремхеба.

## Життєпис
Походив зі жрецької родини. Розпочав кар'єру за фараона Аменхотепа IV. Тоді обіймав перші посади: жрець-сем, що відповідав за рухи Птаха під час церемоній, божественний батько. Втім піднесення на щаблях держави відбулося за тутанхамона. В цей час він стає верховним жерцем Птаха, найбільшим начальником над ремісниками, «Очами царя у Верхньому Єгипті і вухами царя в Нижньому Єгипті». Останньою посадою Птахемхата II був скарбничий фараона.
Стела із зображенням та переліком посад Птахемхата II зберігається у Британському музеї.
Помер за правління фараона Хоремхеба. Похований у гробниці некрополя Саккара.

## Родина
Хай, жрець богині Бастет.